# Mell Reasco González
Mell Elizabeth Reasco González (* 23. Juli 2002 in Baños, Ecuador) ist eine ecuadorianische Tennisspielerin.

## Karriere
Reasco González, die im Alter von sieben Jahren das Tennisspielen begann, bevorzugt dabei laut ITF-Profil Sandplätze. Bisher spielt sie überwiegend Turniere auf der ITF Women’s World Tennis Tour, wo sie bislang je einen Titel im Einzel und Doppel gewonnen hat.
2018 erreichte sie bei den Südamerikaspielen im Dameneinzel das Achtelfinale, im Mixed scheiterte sie an der Seite von Iván Endara bereits in der ersten Runde. 2019 nahm sie an den Panamerikaspielen teil, wo sie im Dameneinzel ebenfalls das Achtelfinale erreichte und im Damendoppel an der Seite von Emiliana Arango das Viertelfinale. Bei den US Open scheiterte sie im Juniorinneneinzel bereits in der ersten Runde mit 2:6 und 2:6 an Savannah Broadus. Im Juniorinnendoppel verlor sie mit Partnerin Antonia Samudio ebenfalls bereits in der ersten Runde gegen die Paarung Polina Kudermetowa und Robin Montgomery mit 2:6 und 5:7.
2020 gewann sie an der Seite von Romina Ccuno den Titel im Damendoppel des J1 Salinas. 2022 erreichte sie mit Partnerin Oana Gavrilă das Halbfinale bei den Schönbusch Open 2022, wo sie den späteren Titelgewinnerinnen Irina Chromatschowa und Marija Timofejewa mit 2:6 und 1:6 unterlagen.
Seit 2019 spielt Reasco González für die ecuadorianische Fed-Cup-Mannschaft. Von ihren bislang 17 Begegnungen bei 12 Einsätzen konnte sie sieben gewinnen, davon sechs Einzel und ein Doppel.

## Turniersiege

### Einzel
| Nr. | Datum         | Turnier  | Kategorie | Belag     | Finalgegnerin    | Ergebnis       |
| --- | ------------- | -------- | --------- | --------- | ---------------- | -------------- |
| 1.  | 20. Juni 2021 | Monastir | ITF W15   | Hartplatz | Katarina Kozarov | 7:67, 3:6, 6:4 |

### Doppel
| Nr. | Datum         | Turnier       | Kategorie | Belag     | Partnerin       | Finalgegnerinnen     | Ergebnis |
| --- | ------------- | ------------- | --------- | --------- | --------------- | -------------------- | -------- |
| 1.  | 11. Juni 2022 | Santo Domingo | ITF W25   | Hartplatz | Tiphanie Fiquet | Hina Inoue Taylor Ng | 6:4, 6:4 |